# Tureholm
Tureholm est une localité de Suède dans la commune d'Ekerö située dans le comté de Stockholm.
Sa population était de 1 067 habitants en 2019.